# アルボリオ米

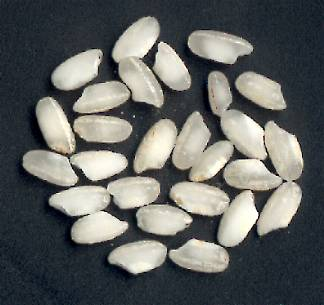
アルボリオ米の粒

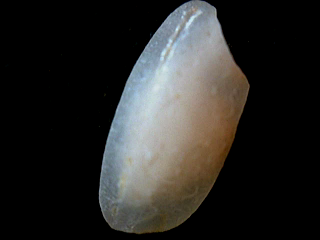
アルボリオ米の米粒の拡大写真

アルボリオ米（アルボリオまい、Arborio、アルボーリオ米）は、イタリアの短粒米である。名称はポー平原にある町アルボーリオに因む。アルボリオ米はアメリカ合衆国のアーカンソー州、カリフォルニア州、ミズーリ州でも栽培されている。アミロペクチンの含有量が多いため、調理するとその他の米と比較してやわらかく、滑らかで、コシが強い。アルボリオ米はリゾットを作るためにしばしば使われる。カルナローリやマラテッリ、バルド、ヴィアローネ・ナノもリゾットに適している。アルボリオ米はライスプディングを作るためにも通常使われる。
アルボリオはイネ Oryza sativaのジャポニカ米に分類される栽培品種である。